# Le Crocodile (album)
Pour les articles homonymes, voir Crocodile (homonymie).
Albums de Henri Dès
Les Bêtises
(1991) L'Évasion de Toni
(1994)
Le Crocodile est le neuvième album pour enfants d'Henri Dès sorti en 1993,,,.

## Liste des chansons
1. Le crocodile
2. La sorcière de minuit
3. Le sparadrap
4. Galipette bobinette
5. Petits souvenirs
6. J'veux un petit frère
7. Les coupables sous la table
8. Un petit baiser
9. Le livre d'images
10. Le secret
11. Le porte-monnaie
12. Dimanche matin

## Musiciens
- Henri Dès – Chant, guitare
- Sébastien Santa Maria – Claviers
- Jacky Lagger – Mandoline, ukulélé
- Pierrick Destraz – Batterie
- Walter Veronesi – Guitare électrique
- Jean-Yves Petiot – Basse, contrebasse
- Thierry Nydegger – Basse pour les chansons Le sparadrap et J'veux un petit frère, harmonica
- John Intrator – Violon
- Yves Mercerat – Banjo
- Antoine Auberson – Saxophone
- Toni Russo – Accordéon
- Martin Chabloz – Claviers "instrumentaux"
- Benoît Corboz – Claviers "instrumentaux"
- Chœur d'enfants "La Cantourelle" de La Tour-de-Peilz sous la direction de Claire-Lise Meister Marmier
- Chœur mixte "La voix des campagnes" de Thierrens sous la direction d'Alex Bula et arrangé par Philippe Bühler

## Production
- Henri Dès – Réalisation
- Philippe Mercier – Enregistrement, mixage
- Martin Chabloz – Programmation synthés
- Yvan Muriset – Photo
- Pierrick Destraz – Copiste
- Étienne Delessert – Illustration, conception graphique
- Georges Gander – Photo-litho
- Translab-Paris – Gravure